# Heemstede

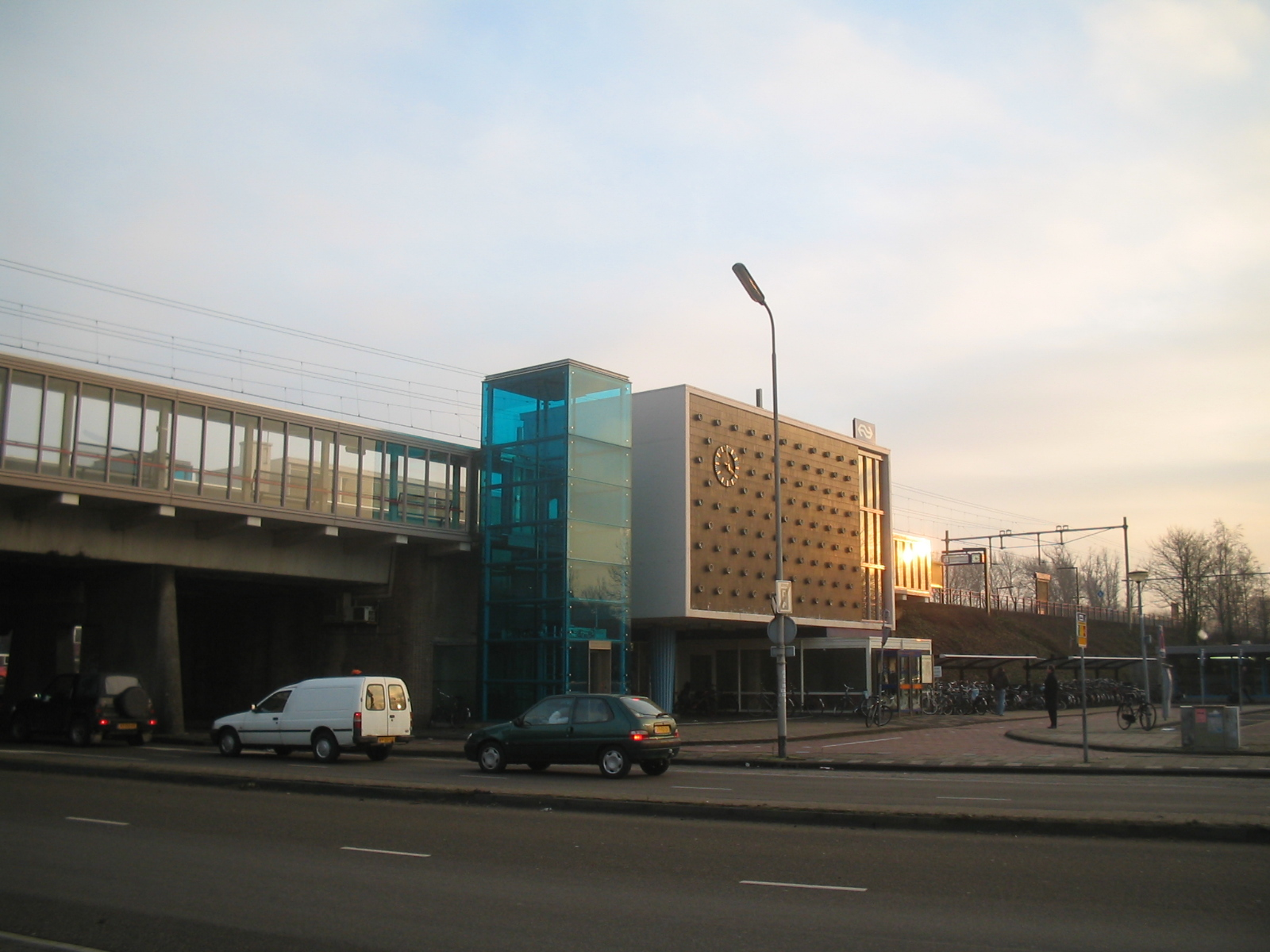
Järnvägsstationen i Heemstede.

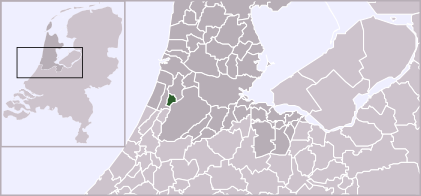
Heemstedes läge.

Heemstede, kommun i nordvästra Nederländerna i provinsen Noord-Holland. Staden har en area på 9,64 km² (vilket 0,44 km² utgörs av vatten) och en folkmängd på 25 555 invånare (1 januari 2007).